# بطرماز
بطرماز (به عربی: بطرماز) یک منطقهٔ مسکونی در لبنان است که در شهرستان منیه ضنیه واقع شده‌است. بطرماز ۱۰٫۲۱ کیلومتر مربع مساحت دارد ۶۴۷ متر بالاتر از سطح دریا واقع شده‌است.